# Карл фон Тюнген
Барон Карл фон Тюнген (нім. Karl Freiherr von Thüngen; 26 червня 1893, Майнц — 24 жовтня 1944, Бранденбург-на-Гафелі) — німецький воєначальник, генерал-лейтенант вермахту. Кавалер Лицарського хреста Залізного хреста.

## Біографія
Представник знатного баварського роду. 12 березня 1912 року вступив в Прусську армію. Учасник Першої світової війни. Після демобілізації армії залишений в рейхсвері. З 26 серпня 1939 року — командир 254-го запасного піхотного, з 12 лютого 1940 року — 22-го кінного полку, з 25 вересня 1940 по 30 вересня 1941 року — 1-ї кінної бригади. З 26 січня по 24 квітня 1942, з травня по 15 серпня 1942 і з 25 грудня 1942 по 30 березня 1943 року — командир 18-ї танкової дивізії. З 1 червня 1943 року — інспектор запасних частин Берліна.
20 липня 1944 року учасники Липневої змови призначили Тюнгена командувачем 3-го військового округу. Він прийняв посаду, проте, коли провал змови став очевидним, відмовився виконувати їхні накази і навіть брав участь в допиті Ганса-Ульріха фон Ерцена, але був заарештований гестапо. 14 серпня він був виключений з вермахту, а 28 вересня постав перед Народною судовою палатою. 5 жовтня Роланд Фрайслер засудив Тюнгена до страти, і 24 жовтня той був розстріляний.

## Звання
- Фанен-юнкер (12 березня 1912)
- Лейтенант (2 серпня 1914; патент від 30 жовтня 1912)
- Оберлейтенант (14 грудня 1917)
- Ротмістр (1 лютого 1925)
- Майор (1 квітня 1934)
- Оберстлейтенант (1 серпня 1936)
- Оберст (1 квітня 1939)
- Генерал-майор (1 грудня 1941)
- Генерал-лейтенант (21 січня 1943)

## Нагороди
- Залізний хрест 2-го і 1-го класу
- Орден «За заслуги» (Баварія) 4-го класу з мечами
- Хрест «За військові заслуги» (Австро-Угорщина) 3-го класу з військовою відзнакою
- Почесний хрест ветерана війни з мечами
- Медаль «За вислугу років у Вермахті» 4-го, 3-го, 2-го і 1-го класу (25 років)
- Застібка до Залізного хреста
  - 2-го класу (3 червня 1940)
  - 1-го класу (10 червня 1940)
- Нагрудний знак «За поранення» в сріблі
- Німецький хрест в золоті (17 жовтня 1941)
- Медаль «За зимову кампанію на Сході 1941/42» (2 серпня 1942)
- Лицарський хрест Залізного хреста (9 квітня 1943)